# 水牛乳
水牛乳（すいぎゅうにゅう、英: Buffalo milk）は、スイギュウの乳である。

## 解説
脂肪酸やタンパク質の含有量が高いなど、他の反芻動物とは異なる物理化学的特徴を示す。また、沼地型と河川型の水牛乳の物理的および化学的成分は異なる。
水牛乳には、牛乳に比べて総固形分、粗タンパク質、脂肪、カルシウム、リンが多く含まれ、ラクトースの含有量もわずかに多い。
総固形分が高いため、チーズなどの付加価値の高い乳製品に加工するのに理想的である。
水牛乳中の共役リノール酸含量は、9月の脂肪4.4mg/gから6月の脂肪7.6mg/gまでと幅が存在する。水牛乳のCLAレベルの変動や総組成の変化には、季節や遺伝が関与している可能性がある。